# Sagiolechiaceae
Sagiolechiaceae is een botanische naam voor een familie van korstmossen behorend tot de orde Ostropales. Het typegeslacht is Sagiolechia.

## Geslachten
De familie bestaat uit de volgende geslachten:
- Rhexophiale
- Sagiolechia